# Эландский мост

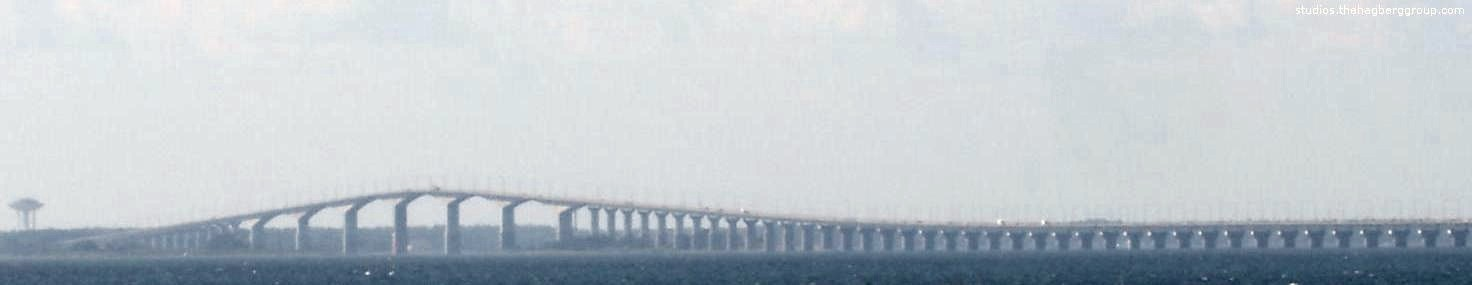
Фотография эландского моста, вид с острова Эланд

Эландский мост (швед. Ölandsbron) — автодорожный мост в Швеции, связывающий город Кальмар на берегу Скандинавского полуострова с городом Ферьестаден на острове Эланд на востоке от Кальмара, пересекая тем самым пролив Кальмарсунд. Зимой пролив Кальмарсунд может замерзать, а ветровые скорости течений обычно не превышают 4 км/ч.

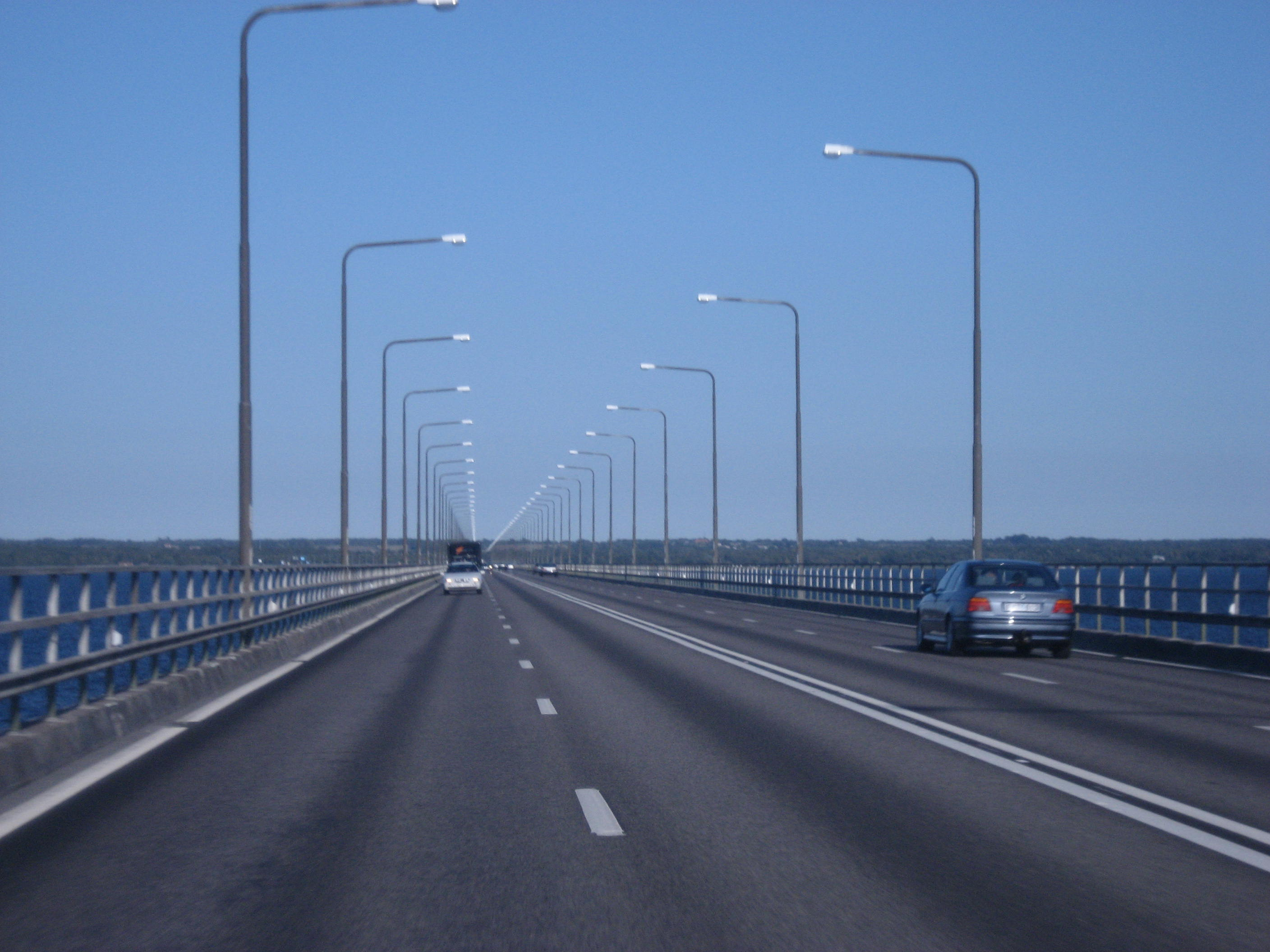
Дорожное полотно на мосту

Длина моста равна 6 072 метра, он имеет 156 опор и характерный горб в западной его части, созданный, чтобы обеспечить 36-метровый просвет для проходящих под мостом судов. Мост является самым длинным в Швеции. Эресуннский мост превышает его по длине, но лишь часть его находится в Швеции.